# UFC 40
UFC 40: Vendetta è stato un evento di arti marziali miste tenuto dalla Ultimate Fighting Championship il 22 novembre 2002 all'MGM Grand Garden Arena di Las Vegas, Stati Uniti.

## Retroscena
L'evento al tempo venne pubblicizzato moltissimo per la sfida tra Tito Ortiz e Ken Shamrock, considerata "il più grande combattimento della storia dell'UFC".

## Risultati

### Card preliminare
- Incontro categoria Pesi Medi:  Phillip Miller contro  Mark Weir

Miller sconfisse Weir per sottomissione (strangolamento da dietro) a 4:50 del secondo round.
- Incontro categoria Pesi Massimi:  Vladimir Matyushenko contro  Travis Wiuff

Matyushenko sconfisse Wiuff per sottomissione (colpi) a 4:10 del primo round.
- Incontro categoria Pesi Massimi:  Andrei Arlovski contro  Ian Freeman

Arlovski sconfisse Freeman per KO Tecnico (colpi) a 1:18 del primo round.

### Card principale
- Incontro categoria Pesi Welter:  Robbie Lawler contro  Tiki Ghosn

Lawler sconfisse Ghosn per KO Tecnico (colpi) a 1:25 del primo round.
- Incontro categoria Pesi Welter:  Carlos Newton contro  Pete Spratt

Newton sconfisse Spratt per sottomissione (kimura) a 1:41 del primo round.
- Incontro per il titolo dei Pesi Welter:  Matt Hughes (c) contro  Gil Castillo

Hughes sconfisse Castillo per KO Tecnico (ferita dovuta ad una testata involontaria) a 5:00 del primo round e mantenne il titolo dei pesi welter.
- Incontro categoria Pesi Mediomassimi:  Chuck Liddell contro  Renato Sobral

Liddell sconfisse Sobral per KO (calcio alla testa) a 2:55 del primo round.
- Incontro per il titolo dei Pesi Mediomassimi:  Tito Ortiz (c) contro  Ken Shamrock

Ortiz sconfisse Shamrock per KO Tecnico (stop dall'angolo) a 5:00 del terzo round e mantenne il titolo dei pesi mediomassimi.